# Wistin Abela
Wistin Abela (Żejtun, 19 ottobre 1933 – Żejtun, 20 gennaio 2014) è stato un politico maltese, Vice Primo Ministro dal 1981 al 1983 e successivamente Ministro delle Finanze dal 1983 al 1987.